# Mannheimer KultUrknall
Mannheimer KultUrknall ist ein Kabarett-Trio.
Es wurde 2005 von der Kabarettistin Madeleine Sauveur und dem Schauspieler Volker Heymann gemeinsam mit dem Pianisten Clemens Maria Kitschen als musikalischem Begleiter gegründet. Mit ihrem Programm "Herz sticht. Gute Karten beim anderen Geschlecht" absolvierten sie bundesweit Auftritte, es folgte das Programm "Befriedigung Mangelhaft".

## Wettbewerbe
- 2005 St. Ingberter Pfanne
- 2007 Oelsnitzer KabarettTage
- 2009 Herborner Schlumpeweck

## Auszeichnungen
- 2005 Reinheimer Satirelöwe 1. Preis in der Sparte Ensemblekabarett
- 2006 Rostocker Kabarettpreis "Der Rostocker Koggenzieher" in Bronze